# Pârâul Stânei, Bâsca Mică
Râul Pârâul Stânei este curs de apă afluent al râului Bâsca Mică. 

## Hărți
- Harta Munții Buzăului [nefuncțională – arhivă]